# Budapest XX. kerületének műemléki listája
Budapest XX. kerületében nem található országos védettségű műemlék. A helyi védelmet élvező épületeket a 37/2013. (V.10.) fővárosi és 15/2016.(V.26.) kerületi rendeletek sorolják fel.
| Kép | Megnevezés (védettség jellege)                                                     | Cím (helyrajzi szám)                                                                      | Megjegyzések |
| --- | ---------------------------------------------------------------------------------- | ----------------------------------------------------------------------------------------- | --- |
|     | Ékszerbolt-ház fővárosi                                                            | Kossuth Lajos u. 37/B 170204/78                                                           | Eredetileg lakóépület és ékszerbolt volt, ma bank működik benne. |
|     | Gaál Imre Galéria fővárosi                                                         | Kossuth Lajos u. 39 170204/77                                                             | Eredetileg lakóépület |
|     | Magyarok Nagyasszonya-plébániatemplom fővárosi                                     | Magyarok Nagyasszonya tér 179423                                                          | Neogótikus stílusban épült, Diebold Hermann tervei alapján. Az üvegablakok Nagy Sándor festőművész tervei szerint készültek. A főoltár Iván István ötvösművész munkája 1938-ból. A Mária-szobrot Jálics Ernő készítette. Az orgona 1960-ban készült Gergely Ferenc tervei szerint. A templomteret 1940-ben nevezték el a Magyarok Nagyasszonyáról. |
|     | Pesterzsébeti III-V. csónakház fővárosi                                            | Vízisport út 170022                                                                       | Somody Ödön tervezte 1925 körül |
|     | Baptista imaház fővárosi                                                           | Ferenc u. 5. 171560                                                                       | Romba dőlt |
|     | A Budapesti Gépészeti Szakképzési Centrum Eötvös Loránd Szakközépiskolája fővárosi | Török Flóris u. 87-89. 170594/12                                                          | |
|     | Népi Mesterségek és Művészetek Szakközépiskolája fővárosi                          | Ónodi u. 14. 171482                                                                       | |
|     | Lakóház fővárosi                                                                   | Török Flóris u. 72. 171372                                                                | |
|     | Lakóház fővárosi                                                                   | Ady Endre u. 82. 170204/73                                                                | |
|     | Bocsák-villa fővárosi                                                              | Baross u. 53. 171080/73                                                                   | Bocsák Antal által 1908-ban építtetett neogótikus villa |
|     | Árpád-házi Szent Erzsébet főplébániatemplom fővárosi                               | Erzsébet tér 1. 171537                                                                    | 1909-ben épült Bánszky Mihály tervei szerint neogótikus stílusban. Belsejét Jureczna Antal templomfestő és oltárépítő dekorálta 1913-ban. Freskóit Nagy Sándor festette 1943-ban. A templom előtti Szt. Erzsébet-szobor Pannonhalmi Zsuzsa keramikus munkája.                                                                                      |
|     | Evangélikus templom Református templom fővárosi                                    | Kalmár Ilona sétány 171190/30                                                             | Az evangélikus templom 1926-ban épült, orgonája 1934-ben készült. A református templomot 1915-ben építették, 1922-ben toronnyal és karzatokkal bővítették ki. |
|     | Lakóházak, utcakép fővárosi                                                        | Ady Endre u. 69-79.                                                                       | |
|     | Erzsébet Üzletház fővárosi                                                         | Török Flóris u. 70. 170441                                                                | Volt Pflum-vendéglő |
|     | Városháza fővárosi                                                                 | Kossuth Lajos tér 1. 171167/13                                                            | |
|     | Tátra-téri vásárcsarnok fővárosi                                                   | Tátra tér 2. 172513                                                                       | |
|     | lakóépület kerületi                                                                | Albert u. 7. 173037                                                                       | szecessziós földszintes lakóház |
|     | lakóépület kerületi                                                                | Alkotmány utca 41. 176954                                                                 | szecessziós földszintes lakóház |
|     | lakóépület kerületi                                                                | Bádogos utca 51. 173730                                                                   | eklektikus földszintes sarokház |
|     | lakóépület kerületi                                                                | Baross utca 59. 171078                                                                    | eklektikus földszintes villaépület |
|     | lakóépület kerületi                                                                | Baross utca 78. 171067                                                                    | historizáló (neoromán) földszintes villaépület |
|     | lakóépület kerületi                                                                | Baross utca 99. 177641                                                                    | eklektikus földszintes lakóház |
|     | lakóépület kerületi                                                                | Bem utca. 21. 172692                                                                      | historizáló földszintes lakóház |
|     | lakóépület kerületi                                                                | Bethlen u. 6. 171422                                                                      | historizáló (olasz reneszánsz) földszintes villa |
|     | lakóépület kerületi                                                                | Bocskai u. 12a. 172431                                                                    | szecessziós földszintes lakóház |
|     | lakóépület kerületi                                                                | Csoma u. 20. 175389                                                                       | historizáló (orientális) földszintes sarokház |
|     | lakóépület kerületi                                                                | Csoma u. 34. 175396                                                                       | szecessziós földszintes villa |
|     | lakóépület kerületi                                                                | Csoma u. 60. 175411                                                                       | szecessziós földszintes lakóház |
|     | lakóépület kerületi                                                                | Csoma u. 62. 175412                                                                       | eklektikus földszintes lakóház |
|     | lakóépület kerületi                                                                | Damjanich u. 47. 176658                                                                   | szecessziós földszintes lakóház |
|     | lakóépület kerületi                                                                | Dessewffy u. 48. 176724                                                                   | szecessziós népi földszintes lakóház |
|     | lakóépület kerületi                                                                | Dobos u. 17. 171463                                                                       | szecessziós földszintes villa |
|     | lakóépület kerületi                                                                | Dobos u. 19. 171464                                                                       | bauhaus jellegű földszintes villa |
|     | lakóépület kerületi                                                                | Emília u. 11. 172026                                                                      | art deco földszintes lakóház |
|     | lakóépület kerületi                                                                | Eötvös u. 16. 171928                                                                      | eklektikus földszintes lakóház |
|     | lakóépület kerületi                                                                | Erdő u. 6. 171674                                                                         | historizáló (neogótikus) földszintes lakóház |
|     | lakóépület kerületi                                                                | Frangepán u. 113. 179773                                                                  | szecessziós földszintes lakóház |
|     | lakóépület kerületi                                                                | Gábor u. 11. 172154                                                                       | eklektikus földszintes lakóház |
|     | lakóépület kerületi                                                                | Gólya u. 2. 171577                                                                        | historizáló földszintes sarokház |
|     | lakóépület kerületi                                                                | Hitel Márton u. 14. 173125                                                                | szecessziós (Koós Károly-jellegű) kétszintes lakóház |
|     | lakóépület kerületi                                                                | Hitel Márton u. 16. 173124                                                                | eklektikus magasföldszintes lakóház |
|     | lakóépület kerületi                                                                | Hosszú u. 12. 172303                                                                      | historizáló kétszintes lakóház |
|     | lakóépület kerületi                                                                | Hosszú u. 46. 172338                                                                      | eklektikus földszintes lakóház |
|     | lakóépület kerületi                                                                | Hosszú u. 47. 172280                                                                      | eklektikus földszintes lakóház |
|     | lakóépület kerületi                                                                | Hosszú u. 50. 172340                                                                      | szecessziós földszintes lakóház |
|     | lakóépület kerületi                                                                | Hosszú u. 62. 172999                                                                      | szecessziós földszintes lakóház |
|     | lakóépület kerületi                                                                | Ilona u. 15. 172212                                                                       | eklektikus földszintes lakóház |
|     | lakóépület kerületi                                                                | János u. 77. 171990                                                                       | eklektikus földszintes sarokház |
|     | lakóépület kerületi                                                                | Jókai Mór u. 38. 172120                                                                   | eklektikus földszintes lakóház |
|     | lakóépület kerületi                                                                | Jókai Mór u. 69. 172942                                                                   | eklektikus földszintes villa |
|     | lakóépület kerületi                                                                | Kende Kanuth u. 59. 172354                                                                | szecessziós földszintes lakóház |
|     | lakóépület kerületi                                                                | Királyhágó u. 17. 178638                                                                  | szecessziós földszintes lakóház |
|     | lakóépület kerületi                                                                | Klapka u. 97. 176617                                                                      | eklektikus földszintes lakóház |
|     | lakóépület kerületi                                                                | Kossuth Lajos u. 18. 171038                                                               | historizáló neobarokk kétszintes társasház |
|     | Erzsébet Királyné Szépészeti Szakgimnázium kerületi                                | Kossuth Lajos u. 35. 170204/82                                                            | szecessziós kétszintes sarokház |
|     | közjegyzői iroda kerületi                                                          | Kossuth Lajos u. 49. 170442                                                               | art deco háromszintes irodaépület |
|     | lakóépület kerületi                                                                | Kossuthfalva u. 14. 175290                                                                | eklektikus földszintes sarokház |
|     | lakóépület kerületi                                                                | Kölcsey u. 21. 176118                                                                     | eklektikus földszintes sarokház |
|     | lakóépület kerületi                                                                | Köteles u. 55. 174707                                                                     | szecessziós földszintes sarokház |
|     | lakóépület kerületi                                                                | Kövező u. 12. 171489                                                                      | historizáló magasföldszintes lakóház |
|     | Lázár Vilmos Általános Iskola kerületi                                             | Lázár u. 20. 176242                                                                       | szecessziós kétszintes középület |
|     | lakóépület kerületi                                                                | Mártonffy u. 29. 173840                                                                   | |
|     | lakóépület kerületi                                                                | Mikszáth u. 6. 171489                                                                     | eklektikus földszintes lakóház |
|     | lakóépület kerületi                                                                | Mikszáth u. 8. 172777                                                                     | historizáló földszintes lakóház |
|     | lakóépület kerületi                                                                | Nagysándor József u. 61. 171398                                                           | szecessziós földszintes sarokház |
|     | lakóépület kerületi                                                                | Nagysándor József u. 76. 176780                                                           | historizáló földszintes lakóház |
|     | lakóépület kerületi                                                                | Nagysándor József u. 102. 176178                                                          | historizáló földszintes lakóház |
|     | lakóépület kerületi                                                                | Nagysándor József u. 117. 172721                                                          | historizáló földszintes lakóház |
|     | lakóépület kerületi                                                                | Ősz u. 15. 171891                                                                         | szecessziós földszintes lakóház |
|     | lakóépület kerületi                                                                | Pannónia u. 22. 174022                                                                    | szecessziós földszintes villa |
|     | lakóépület kerületi                                                                | Perczel Mór u. 15. 176143                                                                 | szecessziós földszintes lakóház |
|     | lakóépület kerületi                                                                | Pirók Gyula u. 28. 176068                                                                 | historizáló földszintes sarokház |
|     | lakóépület kerületi                                                                | Rákóczi u. 25. 171937                                                                     | historizáló földszintes lakóház |
|     | lakóépület kerületi                                                                | Rákóczi u. 27. 171937                                                                     | historizáló földszintes lakóház |
|     | lakóépület kerületi                                                                | Rákóczi u. 31. 171934                                                                     | szecessziós földszintes sarokház |
|     | lakóépület kerületi                                                                | Rákóczi u. 37. 172065                                                                     | szecessziós földszintes lakóház |
|     | lakóépület kerületi                                                                | Sas u. 26. 172794                                                                         | historizáló földszintes sarokház |
|     | lakóépület kerületi                                                                | Sárrét u. 6. 172110                                                                       | eklektikus földszintes lakóház |
|     | lakóépület kerületi                                                                | Sebestyén u. 7. 172315                                                                    | eklektikus földszintes lakóház |
|     | lakóépület kerületi                                                                | Sebestyén u. 24. 172378                                                                   | szecessziós földszintes lakóház |
|     | lakóépület kerületi                                                                | Szabadság u. 63. 176847                                                                   | eklektikus földszintes lakóház |
|     | lakóépület kerületi                                                                | Székelyhíd u. 8. 177255                                                                   | eklektikus földszintes lakóház |
|     | lakóépület kerületi                                                                | Szent Erzsébet tér 6. 171531                                                              | szecessziós földszintes lakóház |
|     | lakóépület kerületi                                                                | Szent Erzsébet tér 7. 171532                                                              | szecessziós földszintes lakóház |
|     | lakóépület kerületi                                                                | Szent Imre herceg u. 6. 171964                                                            | historizáló orientális földszintes lakóház |
|     | katolikus plébánia kerületi                                                        | Szent Imre herceg u. 41. 171964                                                           | historizáló neogótikus földszintes sarokház |
|     | lakóépület kerületi                                                                | Szent Imre herceg u. 47. 171964                                                           | historizáló (olasz reneszánsz) földszintes lakóház |
|     | lakóépület kerületi                                                                | Szent Imre herceg u. 56. 171486                                                           | szecessziós földszintes sarokház |
|     | lakóépület kerületi                                                                | Szent Imre herceg u. 75. 172651                                                           | historizáló földszintes lakóház |
|     | lakóépület kerületi                                                                | Szent Imre herceg u. 81a 176785                                                           | bauhaus jellegű kétszintes sarokház |
|     | Szent Lajos katolikus templom kerületi                                             | Szent Lajos tér 1. 176641                                                                 | 1930-ban épült |
|     | lakóépület kerületi                                                                | Tátra tér - Élmunkás lakótelep 172539/1, 172539/2, 172539/3, 172539/4, 172539/5, 172539/6 | modernista (szocialista realista) háromszintes lakóházak |
|     | lakóépület kerületi                                                                | Téglagyár tér 4. 170013/7                                                                 | modern négyszintes lakóház |
|     | lakóépület kerületi                                                                | Thököly u. 11. 173113                                                                     | historizáló földszintes lakóház |
|     | lakóépület kerületi                                                                | Török Flóris u. 43. 171627                                                                | szecessziós földszintes lakóház |
|     | lakóépület kerületi                                                                | Vas Gereben u. 21. 172345                                                                 | szecessziós földszintes sarokház |
|     | lakóépület kerületi                                                                | Vécsey u. 3. 172716                                                                       | szecessziós földszintes lakóház |
|     | lakóépület kerületi                                                                | Vécsey u. 8. 176767                                                                       | klasszicista-eklektikus földszintes sarokház |
|     | lakóépület kerületi                                                                | Vécsey u. 12. 176765                                                                      | historizáló-eklektikus földszintes lakóház |
|     | lakóépület kerületi                                                                | Vécsey u. 34. 176652                                                                      | eklektikus földszintes lakóház |
|     | lakóépület kerületi                                                                | Viola u. 9. 171720                                                                        | romantikus (olasz reneszánsz) földszintes lakóház |
|     | Fürdő kerületi                                                                     | Vízisport u. 2. 170023                                                                    | két világháború közötti birodalmi stílusú középület |
|     | lakóépület kerületi                                                                | Vörösmarty u. 36. 177533                                                                  | szecessziós földszintes sarokház |
|     | lakóépület kerületi                                                                | Zalán u. 14. 175548                                                                       | eklektikus földszintes sarokház |
|     | lakóépület kerületi                                                                | Zalán u. 50. 175571                                                                       | szecessziós földszintes sarokház |
|     | lakóépület kerületi                                                                | Zrínyi u. 15. 171745                                                                      | historizáló (orientális) földszintes lakóház |